# Альфахор
Альфахор (исп. alfajor [alfaˈxoɾ], кастильск. диалект alajú; араб. الفاخوريس‎ [ælˈfæːxɪr]) — традиционное кондитерское изделие, которое можно найти в некоторых областях Испании и странах Латинской Америки, включая Южную Америку, Центральную Америку и Мексику. Основная его форма состоит из двух слоев сладкого круглого печенья, соединённых между собой варёной сгущёнкой (исп. dulce de leche) или джемом и покрытых сахарной пудрой. 
В Южной Америке альфахор чаще всего можно найти в Аргентине, Уругвае, Эквадоре, Парагвае, Чили, Перу и в Южном регионе Бразилии. Хотя этот продукт стал популярен в Аргентине и Уругвае с середины XIX века, своё происхождение он ведёт из арабского мира. Название альфахор происходит от араб. الفاخر‎ [ælˈfæːxɪr], что на современном литературном арабском означает «фантастические» или «великолепные» сладости. Впервые альфахор появился в Иберии в период существования Аль-Андалуса.

## Разновидности
Обычно альфахор продается завёрнутым в алюминиевую фольгу. Один из популярных вариантов печенья — альфахор, покрытый чёрным или белым шоколадом. Существует ещё одна разновидность, называемая «Alfajor de nieve» со «снежным» покрытием из смеси яичных белков с сахаром. В Перу альфахор обычно обсыпается сахарной пудрой и имеет начинку manjar blanco. В Мексике альфахор — это трёхцветное печенье из кокоса, чаще всего из кукурузной муки. В Никарагуа они более похожи на тот тип, который распространён на Канарских островах и сделаны с добавлением мелассы, различными типами злаков и какао, наподобие большинства шоколадных батончиков, но производятся вручную и упаковываются в пластиковую обёртку или вощёную бумагу.
Другие разновидности альфахоров отличаются различными ингредиентами при приготовлении бисквитов, например с добавлением арахиса; они также имеют различные наполнители и покрытие, и даже дополнительный третий бисквит (alfajor triple).
В провинции Кадис, Испания есть совершенно другие кондитерские изделия, также называемые альфахор, которые делают из муки, мёда, миндаля и нескольких специй, например, корицы. Традиционно они продаются к рождественскому столу.

## Галерея

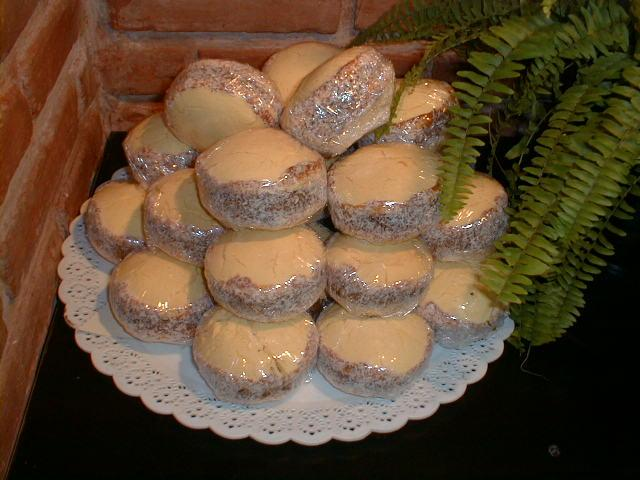
Промышленно изготовленные альфахоры с кукурузным крахмалом и dulce de leche.
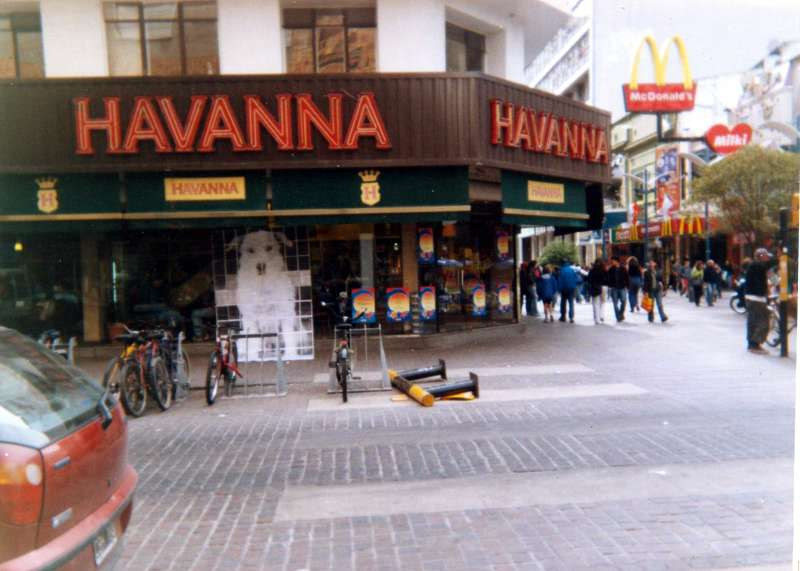
Havanna, один из главных магазинов и брэнд альфахоров в Мар-дель-Плата, Аргентина.
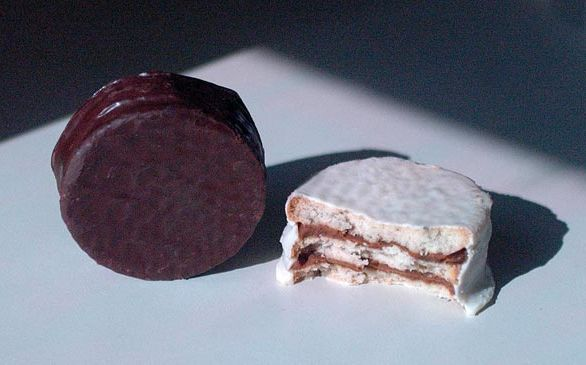
Два альфахора (с «чёрным» и «белым» шоколадом)
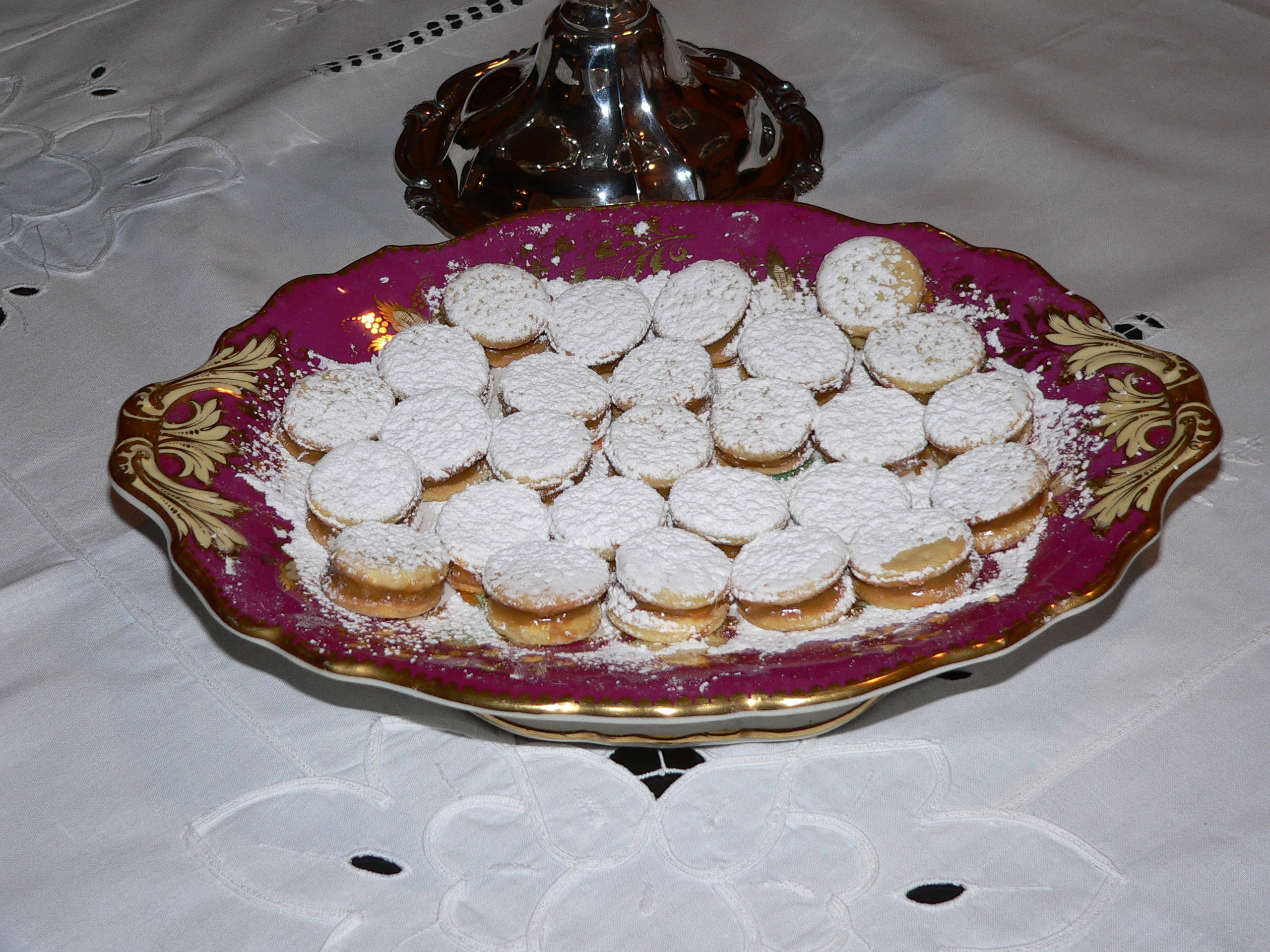
Перуанские альфахоры

## Внешние ссылки
- Alfajores TRADICIONALES CORDOBESES
- Alfajores de Argentina (испанский, английский)
- El Blog De Los Alfajores
- Alfajores Balcarce (испанский, английский)
- Alfajores Guaymallen
- Alfajores HAVANNA
- Alfajores Jorgito
- Alfajores Merengo (Santafesino Type) (испанский, английский)
- Alfajores Estancia El Rosario (Cordobes Type) (испанский, английский)
- Alfajores Portezuelo (испанский, английский)
- Alfajor Ibope made entirelly from Carob tree fruit Архивная копия от 30 ноября 2019 на Wayback Machine (испанский)
- Alfajor Bits’nBites, non traditional Mexican alfajor (испанский)